# دوبامين (مسلسل)
دوبامين هو مسلسل تشويق وإثارة مصري من إخراج رؤوف عبد العزيز وبطولة ريم مصطفى، محمد الكيلاني، بسنت شوقي، إسراء رخا، باسل الزارو وتيام قمر، صدر المسلسل في 1 أكتوبر 2022 على قناة cbc.

## نبذة
ما بين الإثارة والتشويق يتناول المسلسل المشاعر الإنسانية بشكل مختلف وتدور أحداثه في إطار اجتماعي ويناقش عالم السوشيال ميديا وتأثيره على حياة الناس وكيف أصبحت المشاعر تنشأ على تطبيقات إلكترونية.

## طاقم العمل
- ريم مصطفى بدور (شخصية ضحى)
- أحمد عبد المجيد (شخصية مدحت)
- محمد الكيلاني (بدور زيدان)
- بسنت شوقي (بدور شيما)
- إسراء رخا بدور تالين
- باسل الزارو بدور ياسين
- تيام قمر بدور يحيى
- مروان يونس بدور داوود
- حليم بدور بيسو
- أحمد بلال بدور فادي [2]